# Substantifique moelle
Extraire « la substantifique moelle » de quelque chose, c'est en retenir ce qu'il y a de meilleur, de plus précieux ou de plus profond.

## Origine
Dès la fin du XIIe siècle, le mot « moelle » désigne, en plus de la substance molle que l'on trouve à l'intérieur des os, ce qu'il y a d'essentiel, en particulier dans une œuvre de l'esprit.

Cette expression devint célèbre en 1534 lorsque François Rabelais l'utilisa dans le prologue de son deuxième roman Gargantua : 
« C'est pourquoi fault ouvrir le livre et soigneusement peser ce que y est déduict. [...] Puis, par curieuse leçon et meditation frequente, rompre l'os, et sucer la substantifique moelle, [...]. »
— François Rabelais, La vie très horrifique du grand Gargantua, père de Pantagruel, jadis composée par M. Alcofribas abstracteur de quintessence. Livre plein de Pantagruélisme, 1534, [lire en ligne].

## Emploi
Cette expression est couramment utilisée :
- dans son sens tel qu'imaginé par François Rabelais : une métaphore qui désigne ce que le lecteur actif doit extraire ou comprendre dans le texte qu'il lit, ce qu'il peut découvrir entre les lignes, le sens parfois caché du texte ;
- par extension, la substantifique moelle est la quintessence des choses, ce qu'elles ont de meilleur[3].

C'est ainsi que l'on trouve cette expression, par exemple :
- dans le titre de l'anthologie des œuvres de Pierre Dac rédigée par Jacques Pessis : La Substantifique moelle de Pierre Dac[4] ;
- dans le titre La substantifique moëlle de l'Homme sans qualités de l'ouvrage que François de Combret consacre à Robert Musil[5] ;
- associée au verbe « extraire » : employée par Bernard Clavel dans son album Fleur de sel où il évoque la fleur de sel, « substantifique moelle extraite du sel » qui est pour lui « ce précieux flocon des marais » ;
- dans le titre de l'article La « substantifique moelle » d’Avignon au Palais des Papes[6].

## Pour approfondir